# Ронкола
Ронкола (итал. Roncola) — коммуна в Италии, располагается в регионе Ломбардия, в провинции Бергамо.
Население составляет 647 человек (2008 г.), плотность населения составляет 126 чел./км². Занимает площадь 5 км². Почтовый индекс — 24030. Телефонный код — 035.
Покровителем населённого пункта считается святой San Bernardo.

## Демография
Динамика населения:

## Администрация коммуны
- Официальный сайт: